# Saint-Léger-aux-Bois, Seine-Maritime
Saint-Léger-aux-Bois är en kommun i departementet Seine-Maritime i regionen Normandie i norra Frankrike. Kommunen ligger i kantonen Blangy-sur-Bresle som tillhör arrondissementet Dieppe. År 2022 hade Saint-Léger-aux-Bois 479 invånare.

## Befolkningsutveckling
Antalet invånare i kommunen Saint-Léger-aux-Bois
| Referens: INSEE |